# Женщины в народном собрании
«Же́нщины в наро́дном собра́нии» (др.-греч. Ἐκκλησιάζουσαι) — комедия древнегреческого комедиографа Аристофана. Известна также под названием «Законодательницы».
Поставлена на Ленеях в 392 году до н. э. — во время кризиса афинской демократии (война, разруха, упадок интереса горожан к общим делам города). По теме участия женщин в политике близка к «Лисистрате». Место, которое комедия заняла в состязании, неизвестно.

## Сюжет
Афинские женщины под предводительством молодой Праксагоры переодеваются в мужчин и, придя в народное собрание, уговаривают всех вручить власть женщинам.
Получив бразды правления, женщины обобществляют имущество и устанавливают новые «коммунистические» порядки — отчасти комические (как, например, предписание, согласно которому мужчины должны уделять равное внимание всем женщинам — и молодым, и старым, и красивым, и безобразным), но в целом оказывающиеся благими для Афин.
Заканчивается комедия угощением, которое женщины устраивают всем жителям города.

## Самое длинное древнегреческое слово
Комедия содержит самое длинное из всех известных древнегреческих слов, состоящее из 171 буквы — название невиданного «сверхобжорного» блюда из множества продуктов: 

λοπαδοτεμαχοσελαχογαλεο-

κρανιολειψανοδριμυποτριμματο-

σιλφιοκαραβομελιτοκατακεχυμενο-

κιχλεπικοσσυφοφαττοπεριστερα-

λεκτρυονοπτοκεφαλλιοκιγκλοπε-

λειολαγῳοσιραιοβαφητραγα-

νοπτερύγων

Оно занимает в тексте семь стихов (1169—1175), являясь при этом единым существительным. Такие длинные слова, образованные соединением нескольких корней, были свойственны «высокой» речи — в частности, трагедиям; но в данном случае приём доведён до комедийного гротеска.
В русском переводе название блюда было вольно передано А. И. Пиотровским с помощью следующей конструкции:

Скоро ждёт нас

Устрично-камбально-крабья-

Кисло-сладко-кардамонно-

Масло-яблоко-медово-

Сельдерейно-огуречно-

Голубино-глухарино-куропачья-

Зайце-поросятино-телячья

Кулебяка.

Слышал, так хватай живее

Ложку, плошку, поварёшку!

На закуску запаси

Заливную заверлюшку! 